# Anklagelser om folkmord under 7 oktober-attacken

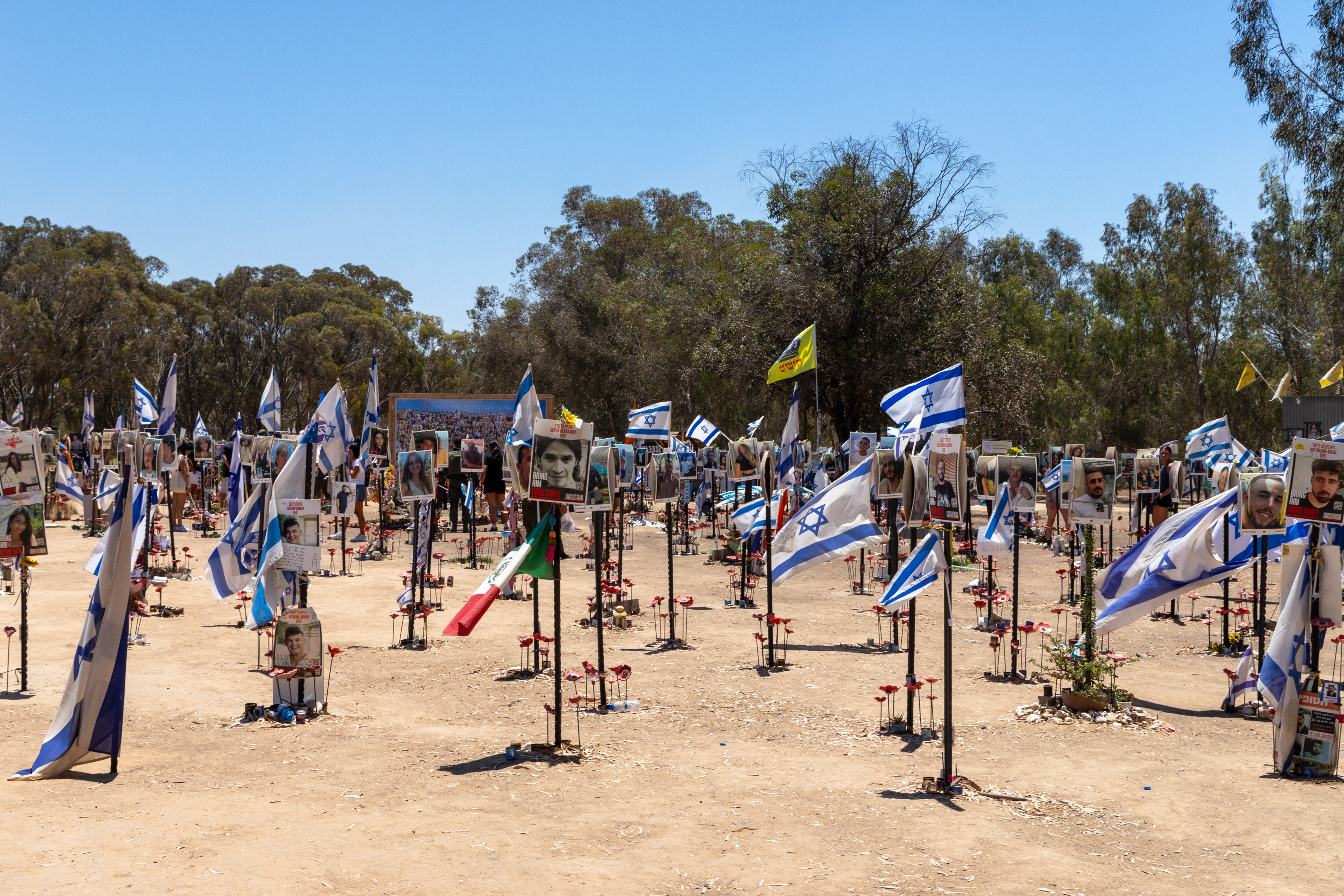
Minnesmärke över de mördade i massakern vid musikfestivalen i Re'im.

Anklagelser har framförts om att den Hamas-ledda attacken mot Israel 2023 bör betraktas som folkmord. Under attacken attackerade palestinska militanta grupper bostadsområden, en musikfestival och militärbaser i södra Israel. I attacken mördades 1 163 människor, såväl israeler som utlänningar, varav två tredjedelar var civila.
Olika juridiska experter och forskare inom folkmordsstudier har presenterat ett flertal olika resonemang för deras påstående om folkmord, inklusive påståenden om att offren var måltavlor för sin israelisk-judiska identitet, att Hamas fortfarande använder sig av ett antisemitiskt språkbruk i sina stadgar, och avsikten att förinta det israeliska folket är att betrakta som folkmord.  Kritiken mot anklagelserna inkluderar att ta gisslan som bevis på att det inte fanns någon folkmordsuppsåt, och att attacken sannolikt var avsedd att döda och ingjuta rädsla hos israeler, snarare än att förinta dem.

## Bakgrund
Både Israel och Palestina anklagar ofta den andre för att planera och begå folkmord. Den amerikanske antiterroranalytikern Bruce Hoffman, som skrev för The Atlantic, föreslog att attackerna utfördes med folkmordsuppsåt, och pekade på Hamas stadgar från 1988, som krävde att Israel skulle förintas samt hänvisade till antisemitiskt språkbruk.

## Hamas attack mot Israel 2023
Den 7 oktober 2023, samtidigt som den judiska högtiden Simchat Torah, inledde Hamas en överraskningsattack mot Israel från Gazaremsan. Omkring 6 000 palestinier gick över gränsen på 119 platser och infiltrerade Israel, inklusive 3 800 från Hamas "elitstyrkor från Nukhba" och 2 200 palestinska civila och andra militanter. 1 163 israeler och utlänningar mördades, inklusive 859 civila, 282 soldater, 57 poliser och 10 Shin Bet-medlemmar.
Militanterna anklagas för olika grymheter, inklusive sexuellt våld. Omkring 250 israeliska civila och soldater togs också som gisslan till Gazaremsan, inklusive 30 kidnappade barn. Hamas-anfallet föranledde en israelisk motoffensiv i Gaza. Dagen anses vara den blodigaste i Israels historia och den största massakern på judar sedan Förintelsen.
Militanter från al-Qassam-brigaderna dokumenterade i stor utsträckning sina handlingar genom kroppsburna kameror. De stal också offrens telefoner för att livestreama sina överfall på sociala medier. Dessutom postade de meddelanden på offrens sociala mediekonton och ringde släktingar för att håna dem.
Ghazi Hamad, en högt uppsatt tjänsteman inom Hamas, uttalade i en intervju i slutet av oktober 2023 att attacken den 7 oktober bara var början i kampen mot Israel. Han lovade att inleda "en andra, en tredje, en fjärde" attack tills landet är "förintat", och hävdade: "Vi är offer – allt vi gör är berättigat."

## Akademisk och juridisk diskurs
Den 16 oktober förklarade ett öppet brev undertecknat av omkring 240 juridiska experter, inklusive jurister och akademiker, Hamas-attacken den 7 oktober 2023 som ett "folkmordsbrott". Enligt brevet, "eftersom dessa utbredda, fruktansvärda handlingar verkar ha utförts med en avsikt att helt eller delvis förstöra en nationell grupp – israeler – utgör de sannolikt ett internationellt folkmordsbrott".
I en intervju med Al Jazeera i december 2023 sa tidigare ICC-åklagaren Luis Moreno Ocampo att attacken den 7 oktober "troligen var folkmord, eftersom Hamas har för avsikt att förinta israeler som grupp".

## Rättsliga följder
I november 2023 lämnade den franske diplomaten och advokaten François Zimeray, som representerade familjerna till nio israeliska offer för Hamas-attackerna den 7 oktober, ett klagomål till Internationella brottmålsdomstolen (ICC) där han anklagade Hamas för folkmord. Zimeray bekräftade att han och hans juridiska team hade verifierat legitimiteten för anklagelsen om "folkmord" i enlighet med internationell rätt.